# Dieter Bromund
Dieter Bromund (* 9. April 1938 in Bromberg) ist ein deutscher Autor und Übersetzer.

## Leben
Dieter Bromund begann bereits als Schüler, journalistisch zu arbeiten. Er studierte Anglistik und Germanistik an der Westfälischen Wilhelms-Universität in Münster in  Westfalen und in Newcastle in England. Danach arbeitete Bromund in PR, Werbung und Marketing, später als Verfasser eigener Bücher, Übersetzer historischer Seekriegsromane, Feature- und Hörspielautor. Kriminalromane von ihm wurden für Auszeichnungen nominiert. Zudem ist er Autor für Magazine mit eigenem Ressort, schreibt Kurzgeschichten seit 1960, Features und Hörspiele für Radio Bremen und den Hessischen Rundfunk seit 1986 und  Romane für Kinder seit 1988. Er arbeitet als Übersetzer aus dem Englischen seit 1989 und schreibt Fachbücher zu Marketing, PR und Vertrieb seit 1991.
Bisher hat Dieter Bromund mehr als 20 Bücher veröffentlicht; seine Romane wurden zum Teil auch als Tonträger veröffentlicht. Er lebt heute in Bremen.

## Werke
Romane
- Die erste Reise war angenehm. Goldmann Verlag, München 1982, ISBN 3-442-05624-1.
- Tod für die Startbahn West. Goldmann Verlag, München 1983, ISBN 3-442-05637-3.
- Die korsischen Freunde. Goldmann Verlag, München 1983, ISBN 3-442-05640-3.
- Schatten über dem Golf. Goldmann Verlag, München 1984, ISBN 3-442-05646-2.
- Mord ist nichts für feine Nasen. Goldmann Verlag, München 1988, ISBN 3-442-05044-8.
- Ein Mann mit stillem Kielwasser. Ullstein Verlag, Frankfurt am Main 1992, ISBN 3-548-22665-5.
- Die wandernden Sände. Leda Verlag, Leer 2002, ISBN 3-934927-80-7.
- Die Frau aus der Brandung. Leda Verlag, Leer 2002, ISBN 3-934927-25-4.
- Kein Schnaps für den Zaren. Leda Verlag, Leer 2003, ISBN 3-934927-38-6.
- Metzgers Testament. Leda Verlag, Leer 2005, ISBN 3-934927-57-2.
- Stirb nicht in Schottland. Leda Verlag, Leer 2007, ISBN 978-3-934927-98-8.
- Mann mit Messer. Leda Verlag, Leer 2007, ISBN 978-3-939689-01-0.
- Piratenjagd. Delius Klasing Verlag, Bielefeld 2010, ISBN 978-3-7688-3215-1.

Kinder- und Jugendliteratur
- Die Heiligen des Störtebeker. Carlsen Verlag, Reinbek 1988, ISBN 3-551-55008-5.
- Der Schatz des Schweden. Carlsen Verlag, Reinbek 1989, ISBN 3-551-55019-0.
- Das Geheimnis der Karina. Carlsen Verlag, Hamburg 1990, ISBN 3-551-55042-5.
- Der Schrei der Krähe. Carlsen Verlag, Hamburg 1992, ISBN 3-551-55068-9.

Sachbücher
- Instant English for bloody Germans. Eichborn Verlag, Frankfurt am Main 1991, ISBN 3-8218-1264-8.
- Wie schlau ist Ihr Hund? Intelligenztest für Schoß-, Wach- und Wedelhunde. Eichborn Verlag, Frankfurt am Main 1992, ISBN 3-8218-2430-1.
- Miau: Intelligenztest für raffinierte Katzenweiber und dicke, faule Kater; mit Testurkunde! Eichborn Verlag, Frankfurt am Main 1993, ISBN 3-8218-2431-X.
- Arbeitszeiten in Bewegung: Teil 2 Maschinenbau-Verlag, Frankfurt am Main 1997, ISBN 3-8163-0336-6.
- mit Roland Betz: Vom Vertreter zum Unternehmer: Praktische Konzepte für eine sichere Zukunft als Handelsvertreter. Schimmel Verlag, Würzburg 1998, ISBN 3-920834-62-3.
- Schneller, besser, zufriedener: Erfahrungen mit kontinuierlichen Verbesserungsprozessen im Maschinen- und Anlagenbau. VDMA-Verlag, Frankfurt am Main 1998, ISBN 3-8163-0354-4.
- Service 2000: Standards und Tendenzen im Maschinenbau. VDMA-Verlag, Frankfurt am Main 1999, ISBN 3-8163-0387-0.
- Gestalten und gewinnen: Kurzfassung des Untersuchungsberichtes "Produktion 2000 plus"; Visionen für die Produktion von morgen; im 21. Jahrhundert erfolgreich produzieren. Forschungszentrum Karlsruhe, Karlsruhe 1999.
- Marktkommunikation in der Investitionsgüterindustrie. VDMA-Verlag, Frankfurt am Main 2002, ISBN 3-8163-0444-3.
- Vom Werte der Verlegenheit: Kriegsende und Neuanfang in der Mühle von Grefenmoor; mein Großvater Richard Reimer und die Nachkriegszeit. Hannah-Verlag, Stade 2005, ISBN 3-931735-13-3.